# Mykyta Balabanow
Mykyta Wolodymyrowitsch Balabanow (ukrainisch Микита Володимирович Балабанов; * 11. September 1989 in Warasch, Ukrainische SSR) ist ein ukrainischer Bergsteiger.
Balabanow sammelte bergsteigerische Erfahrung im Krimgebirge, den Bergen des Kaukasus, dem Tian Shan und den Chibinen.
Während seiner ersten Expedition in den Himalaya im Herbst 2014 gelang ihm zusammen mit Mychailo Fomin und Viacheslav Polezhaiko die Erstbesteigung des Nordwest-Pfeilers des Langshisa Ri über die eröffnete Route Snow Queen (ED, M5, WI4, 1500 Hm). Für die Begehung und den Abstieg über die Südwand benötigte die Seilschaft acht Tage.
Vom 18. bis 23. Oktober 2015 durchstieg Balabanow zusammen mit Fomin erstmals den Nord-Nordwest-Pfeiler des Talung über die eröffnete Route Daddy Magnum Force (M6, AI6, A3, über die ganze Route ED2, 2350 m, 1700 Hm). Die Begehung im Alpinstil dauerte sechs Tage – eine der „herausragendsten Leistungen im Bergsport“ 2015. Balabanow und Fomin wurden dafür 2016 mit dem Piolet d’Or ausgezeichnet.
Balabanow ist verheiratet und Geschäftsführer eines Outdoorshops.